# Paroreomyza flammea
Paroreomyza flammea là một loài chim trong họ Fringillidae.